# Gudrun Steenberg
Gudrun Elisabeth Steenberg, född 21 maj 1914 i Göteborg, död 2 mars 1998 i Köpenhamn, var en svensk-dansk skulptör och arkitekt. 
Gudrun Steenberg var dotter till ingenjören Charles Steenberg (1873–1962) och Ann-Mari Hendén (1890–1979). Hon debuterade på Kunstnernes Efterårsudstilling 1939.
Gudruns Stenbergs huvudverk är Tibble kyrka i Täby kommun i Stockholms län, där hon bland annat utformade det av mosaikglasväggar omramade kyrkorummet tillsammans med sin make Mogens Jørgensen och Göran Kjessler.
Hon fick Eckersbergmedaljen 1982.
Gudrun Steenberg var gift sedan 1944 med målaren Mogens Jørgensen.

## Offentliga verk i urval
- Altarkors i gjutjärn i Mårslet kirke utanför Århus i Danmark
- Altarkorset i furu i Tibble kyrka i Täby kommun vid Århus i Danmark
- Tårnskulpturen, 1981, torget i Lynge i Allerøds kommun i Danmark
- Tårnskulpturen, uppställd 2000, Køge i Danmark